# Nicolaus August Otto
Nikolaus Otto  (rođen je 10. lipnja 1832. – u Holzhausen an der Haide/Taunus; † 26. siječnja 1891. u Kölnu) bio je njemački izumitelj prvog motora s unutarnjim izgaranjem u kojem je efikasno izgaralo gorivo koje je bilo izravno ubrizgano u komoru klipa. 
Otto je bio sin farmera, njegov otac je tada vodio lokalnu poštu. Otto je  naukovao u trgovini, a nakon završetka njegovog naukovanja radio je kao poslovni čovjek u Frankfurtu na Majni i u Kölnu.
Nakon preseljenja u Köln, on je napustio svoj posao u uredu kako bi stvarao male benzinske motore, nastojeći poboljšati postojeću konstrukciju.

## Životopis
Smatra se jednim od četiri najveća konstruktora motora u povijesti među kojima su još Carl Benz, Gottlieb Daimler i Wilhelm Maybach. Otto nikad nije završio neki od studija, obrazovao se sam i tek je kasnije dobio zvanje počasnog doktora (Sveučilište Würzburg, 1882.). Kao dijete seljačko-trgovačke obitelji, Otto je prošao naukovanje za trgovca i zarađivao je za život kao činovnik u Frankfurtu na Majni i Kölnu.

Konstruirao je 4-taktni benzinski motor s unutrašnjim izgaranjem. Otto je 1876. usavršio i preradio raniji Lenoirov plinski motor do te mjere da i danas većinu benzinskih agregata nazivamo otto motorima. U njegovu čast je takav motor uveden u DIN standard 1946. godine. Kod ovog procesa je značajno da se goriva smjesa stvara izvan cilindra, u usisnoj cijevi, miješanjem usisnog zraka i gorivnih para nastalih u rasplinjaču, pri temperaturama koje su slične temperaturi okoline. Upotrebljavaju plinovita ili lako hlapljiva goriva, a najčešće benzin, s kojim je i Otto izvodio svoje eksperimente. Zanimljivo je spomenuti da ovaj genijalni izumitelj ipak nije imao viziju revolucije koju će njegov motor ostvariti. Zamislio ga je i do smrti 1891. prodavao kao stacionarni motor, ne očekujući njegovu upotrebu u vozilima.

Dugo se držalo u tajnosti da su Otto i tvrtka Deutz imali sudski proces s Christianom Reithmannom koji je već ranije patentirao četverotaktni motor. Sličan patent registrirao je, neovisno jedan o drugome, i Alphonse Beau de Rochas. Kako bi se Nicolaus Otto i dalje mogao smatrati izumiteljem četverotaktnog motora u njemačkom Reichu; Deutz je ponudio Reithmannu 25 000 maraka i doživotnu mirovinu. Christian Reithmann potpisao je deklaraciju na temelju koje bi Deutz AG mogao nastaviti nazivati sebe ili Otta njemačkim izumiteljem četverotaktnog motora. Deutz je uspio čuvati ugovor u tajnosti do 1949., kada je Arnold Langen, biograf Nicolausa Otta, objavio povijest suđenja Reithmannu u obliku knjige. Nicolaus Otto umro je 26. siječnja 1891. u Kölnu.